# Desmond Bagley
Desmond Bagley, född 29 oktober 1923 i Kendal Cumbria England, död 12 april 1983, var en brittisk journalist och thrillerförfattare. 
Bagleys familj flyttade till Blackpool 1935. Efter skoltiden hade Bagley flera olika jobb, bland annat som assistent på ett tryckeri, mekaniker och fabriksarbetare.
1947 flyttade han utomlands och 1951 bosatte han sig i Sydafrika. Där blev han frilansjournalist för dags- och veckotidningar. Hans första publicerade novell trycktes i den engelska tidskriften Argosy 1957 och hans första roman Guldkölen 1962.
Bokens succé ledde till att Bagley i mitten av 1960-talet började skriva romaner på heltid. Resultatet blev till slut sexton thrillerromaner, nästan alla storsäljare.
Bagley och hans fru flyttade från Sydafrika till Italien och senare till England. 
Några av hans romaner filmatiserades. Fällan (omdöpt till The MacKintosh Man på engelska) regisserades av John Huston och huvudrollerna spelades av Paul Newman och James Mason. Andra böcker som blivit adapterade till mer eller mindre lätt förgängliga filmer är Blindgångare (1979), Jordbävningen (1992), Guldberget (1998) och en tysk version av Fienden (2001).
Bagleys två sista böcker färdigställdes av hans hustru och publicerades postumt.